# 池笑然
池笑然（韓語：지소연，1991年2月21日—），韩国女子足球运动员，韩国国家女子足球队成员，2006年加入国家队。她曾代表韩国参加2015年和2019年国际足联女子世界杯。